# Curve25519
Curve25519 je pojmenovaná eliptická křivka standardizovaná od roku 2016 (spolu s křivkou Curve448) Komisí pro technickou stránku Internetu (IETF) v RFC 7748 pro Diffieho-Hellmanovu výměnu klíčů nad eliptickou křivkou v prostředí Internetu. Kromě řady knihoven implementujících TLS ji využívá celá řada dalších různých programů a protokolů, mimo jiné Secure Shell, GNU Privacy Guard nebo Tor.

## Historie
Křivku zveřejnil poprvé v roce 2005 Daniel J. Bernstein, který k ní také nabídl jako volné dílo i referenční implementaci. Jejímu rozšíření výrazně pomohlo odhalení pravděpodobných kleptografických zadních vrátek v Dual EC DRBG v roce 2013, které u odborné veřejnosti do značné míry znevěrohodnilo všechny křivky, které dříve schválil Národní institut standardů a technologie (NIST) Spojených států amerických, protože stejně jako u Dual_EC_DRBG stála u jejich zrodu také Národní bezpečnostní agentura (NSA) Spojených států amerických, která má zájem na čtení šifrované komunikace.

## Definice
Křivka je definována rovnicí
{\displaystyle y^{2}=x^{3}+486662x^{2}+x}
nad konečným tělesem GF({\displaystyle 2^{255}-19}), kde {\displaystyle 2^{255}-19} je prvočíslo. V této formě se jedná o takzvanou Montgomeryho křivku.